# 2021 en rugby à XIII
| Années du rugby à XIII : 2018 - 2019 - 2020 - 2021 - 2022 - 2023 - 2024    |
| Décennies du rugby à XIII : 1990 - 2000 - 2010 - 2020 - 2030 - 2040 - 2050 |

Les faits marquants de l'année 2021 en rugby à XIII

## Principales compétitions
- Coupe du monde
- Championnat de France
- Coupe de France
- National Rugby League
- State of Origin
- Super League
- Coupe d'Angleterre
- Championship

## Événements

### Mars
- 13 mars 2021 : Rencontre de préparation des Dragons catalans contre le Toulouse olympique XIII au Stade Gilbert-Brutus à Perpignan.
- 20 mars 2021 : Coup d'envoi de la Challenge Cup 2021.
- 26 mars 2021 : Coup d'envoi de la Super League 2021 avec une opposition entre St Helens et les Salford.

### Juillet
- 17 juillet 2021 : Finale de la Challenge Cup 2021.

## Principaux décès
- 6 avril : décès à 76 ans d'André Casas, joueur de rugby à XIII international français;
- 23 mai : décès à 73 de Bob Fulton, joueur de rugby à XIII puis entraîneur et consultant TV australien[1]
- 11 août : décès à 85 ans de Dick Huddart, joueur de rugby à XIII anglais[2]
- 26 août : décès à 80 ans de Marcel Péré, joueur de rugby à XIII international français;
- 12 septembre : décès à 73 ans de Michel Maïque, joueur de rugby à XIII puis homme politique français[3]
- 29 septembre : décès à 93 ans de Glyn Moses, joueur de rugby à XIII gallois[4]
- 13 octobre : décès à 89 ans de Norm Provan, joueur de rugby à XIII puis entraîneur australien[5]
- 11 décembre : décès à 69 ans de Christian Laskawiec, joueur de rugby à XIII français[6]